# Massa
|  | Aquest article tracta sobre una propietat física de la matèria. Vegeu-ne altres significats a «Massa (desambiguació)». |

La massa és una magnitud física que expressa la noció comuna de quantitat de matèria. És un concepte fonamental de la mecànica i la física en general. En el sistema internacional, la massa es mesura en quilograms i els seus múltiples i submúltiples (tones, grams, micres, etc.), segons el que resulti més còmode.

## Unitats de mesura
La massa es mesura en quilograms en el sistema internacional. En l'antic sistema CGS, la unitat de massa també és el gram. En la física de partícules, la massa en repòs o invariant d'una partícula s'expressa mitjançant el seu equivalent en energia (amb la famosa fórmula de E=mc²) expressada en electró volts (eV). Per exemple, un electró té una massa aproximada de:
{\displaystyle m_{\mathrm {e^{-}} }=9{,}109\times 10^{-31}\,\mathrm {kg} =9{,}109\times 10^{-31}\,\mathrm {kg} \,\times c^{2}/c^{2}\simeq 511\,\mathrm {keV} /c^{2}}.
Habitualment, es diu que l'electró té una massa de 511 keV, especialment en l'àmbit de la física nuclear i la de partícules, en què no s'utilitzen les unitats de SI, sinó d'altres, com les unitats naturals, en les quals la velocitat de la llum és una constant adimensional que val 1.
En física, el quilogram és la unitat de massa, però la utilització en la vida corrent de quilogram és una abreviatura pel pes d'un cos que té la massa d'un quilogram a nivell del mar; habitualment, s'utilitza en moltes situacions quotidianes el quilogram força com una mesura de la força que equival al pes d'un quilogram de massa, però aquest ús és incompatible amb el sistema internacional d'unitats i s'ha d'evitar en contextos científics. Aquests termes poden ser fàcilment confosos i, per això, és important destacar la distinció següent: la massa i la força són dues magnituds físiques conceptualment diferents, amb diferents unitats de mesura, respectivament el quilogram per a la massa i el newton per a la força. I cal subratllar el fet que el pes d'un objecte és una força; no es tracta d'una propietat física intrínseca de l'objecte com sí que ho és la massa.

### Massa de Planck
Max Planck proposà el seu sistema d'unitats naturals l'any 1899, amb la idea de simplificar els càlculs i les equacions de tal manera que les cinc constants físiques fonamentals prenguessin el valor 1.
Segons aquest sistema, la massa de Planck (m p) té el valor:
{\displaystyle m_{p}={\sqrt {\hbar c/G}}}
en què mp és la massa de Planck, {\displaystyle \hbar } és la constant de Planck dividida per 2π, c és la velocitat de la llum en el buit, (en termes de les unitats del SI) G = (6,674215 ± 0,000092)·10 -11 N·m 2/kg².
Aquesta quantitat de massa té un valor de 2,177·10 -8 kg.
La massa de Planck és d'una escala aproximadament humana, perquè ve a ser la d'una puça.

## Mecànica newtoniana
En mecànica clàssica o newtoniana, estrictament parlant, la massa es refereix a dos conceptes: 
- La massa inercial és una mesura de la inèrcia d'un objecte, que és la seva resistència a canviar el seu estat de moviment quan se li aplica una força. Un objecte amb poca massa inercial canvia el seu moviment fàcilment, mentre que un objecte amb gran massa, no.
- La massa gravitativa és una mesura de la força d'interacció d'un objecte amb la força gravitatòria. En un mateix camp gravitacional, un objecte amb menor massa gravitatòria experimenta una força menor que un objecte de major massa gravitatòria (aquesta quantitat es confon de vegades amb el pes).

Hom ha demostrat experimentalment, amb la màxima precisió amb què es pot mesurar, que la massa inercial i la gravitatòria d'un objecte són iguals, encara que conceptualment es consideren diferents.
A continuació, es discuteixen les definicions i implicacions de cadascuna d'aquestes dues magnituds.

### Massa inercial
La massa inercial es determina usant la segona i tercera lleis del moviment de Newton. Donat un objecte amb una massa inercial coneguda, podem obtenir la massa inercial de qualsevol altre objecte si aconseguim que tots dos objectes exerceixin una força entre si. Segons la tercera llei de Newton, les forces experimentades per cada objecte tindran la mateixa magnitud. Així, podem estudiar com una força actua sobre dos objectes diferents.
Suposem que tenim dos objectes, A i B, amb masses inercials mA (coneguda) i mB (que volem determinar.) Si suposem les masses constants i aïllem el sistema format pels dos objectes de la resta de l'Univers, de manera que les úniques forces existents siguin les de A sobre B, que denotarem FAB, i la força de B sobre A, que denotarem FBA. Segons la segona llei de Newton, 
{\displaystyle F_{AB}=m_{A}a_{A}\,}
{\displaystyle F_{BA}=m_{B}a_{B}\,}
en què aA i aB són les acceleracions que experimenten A i B, respectivament. Per a continuar, cal assegurar que les acceleracions no siguin zero, és a dir, que les forces entre els objectes no siguin nul·les. Això es pot aconseguir, per exemple, fent col·lidir els dos objectes i fent mesures durant la col·lisió.
La tercera llei de Newton estableix que les dues forces són iguals i oposades, és a dir, 
{\displaystyle F_{AB}=-F_{BA}\,}
Així, la massa de B (mB) és igual a:
{\displaystyle m_{A}=-{\frac {a_{B}}{a_{A}}}\,m_{B}}
Així, mesurant aA i aB podem determinar mB en termes de mA.
S'ha suposat que les masses A i B són constants. Aquesta és una suposició fonamental: la conservació de la massa, i es basa en el fet que suposadament la massa no es pot ni crear ni destruir. En realitat, la massa es pot transformar en energia: això és una implicació de la teoria de la relativitat especial. De vegades, és útil tractar la massa d'un objecte variant en el temps: per exemple, la massa d'un coet decreix en anar-se cremant el combustible.

### Massa gravitacional

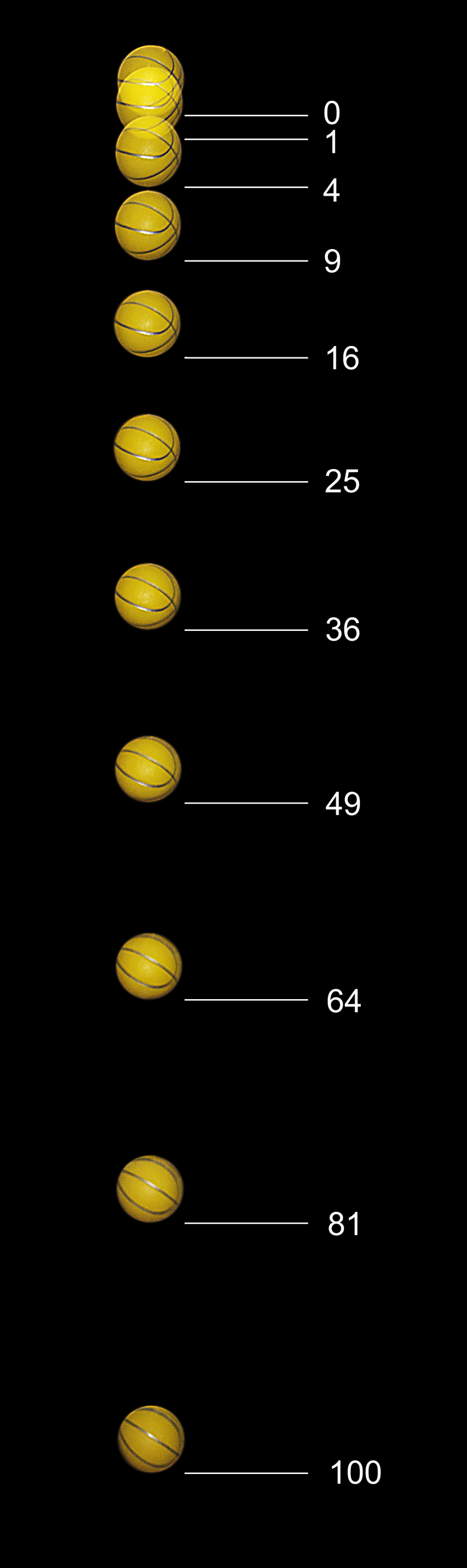
Una pilota en caiguda lliure, cada imatge ha estat presa amb l'ajuda d'un estroboscopi amb una freqüència de 20 flaixos per segon. La velocitat de caiguda és independent de la massa de l'objecte.

Considerem un cos, com per exemple una pilota de tennis. Si es deixa la pilota a l'aire, serà atreta cap avall amb una força anomenada força pes. Amb l'ajut d'una balança, es pot veure que els diferents cossos, en general, són atrets per la força pes de manera diferent, és a dir, pesen diferent. La balança es pot utilitzar per a donar una definició operativa de la massa gravitacional: s'assigna una massa unitària a un objecte patró i els altres objectes tindran una massa igual a la quantitat de patrons necessaris per a equilibrar la balança.
La massa gravitacional passiva és una magnitud física proporcional a la interacció de cada cos amb el camp gravitacional. En el mateix camp gravitacional, un cos amb massa gravitacional petita experimenta una força inferior a la d'un cos amb massa gravitacional gran: la massa gravitacional és proporcional al pes, però mentre que el pes depèn del camp gravitatori, la massa roman constant. Per definició, podem expressar la força pes P com el producte de la massa gravitacional mg per un vector g, anomenat acceleració de la gravetat, depenent del lloc en què es fa la mesura i les seves unitats de mesura dependran de la massa gravitacional. La direcció del vector g és la vertical.
La massa gravitacional activa d'un cos és proporcional a la intensitat del camp gravitatori que genera. Com més gran sigui la massa gravitacional activa d'un cos, més gran serà el camp gravitatori generat per aquest i, per tant, la força exercida pel seu camp sobre un altre cos; per exemple, el camp gravitatori generat per la Lluna és menor que el generat per la Terra perquè la seva massa és menor. La mesura de la massa gravitatòria activa es pot realitzar, per exemple, amb una balança de torsió com la utilitzada per Henry Cavendish per a la determinació de la constant gravitacional.

#### Equivalència entre massa gravitacional activa i passiva
L'equivalència entre la massa gravitacional activa i la passiva és una conseqüència directa de la tercera llei de Newton (llei d'acció i reacció): si anomenem F₁₂ el mòdul de la força que el cos 1 exerceix sobre el cos 2, F21 el mòdul de la força que el cos 2 exerceix sobre el cos 1 i m1A, m2A, m1P i m2P les masses gravitacionals, actives i passives, dels dos cossos. Tenim:
{\displaystyle F_{12}=G{\frac {m_{2P}m_{1A}}{r^{2}}}=G{\frac {m_{1P}m_{2A}}{r^{2}}}=F_{21}}
d'on:
{\displaystyle m_{2P}m_{1A}=m_{1P}m_{2A}\,\!}
Tenint en compte l'arbitrarietat dels cossos, les lleis de la mecànica clàssica determinen l'equivalència substancial entre la massa gravitacional activa i passiva, moltes proves experimentals s'han acumulat amb el temps, com per exemple la de D. F. Bartlett i D. Van Buren del 1986, obtinguda utilitzant la diferent composició de l'escorça i el mantell de la Lluna, amb una precisió sobre la igualtat de la proporció entre la massa gravitacional activa/massa gravitacional passiva de 4×10-12.
D'aquí en endavant, la massa gravitatòria activa i passiva seran identificades per l'únic terme massa gravitacional.
La massa gravitacional és a tots els efectes de la càrrega del camp gravitacional, exactament en el mateix sentit que la càrrega elèctrica és la càrrega del camp elèctric: al mateix temps genera i pateix els efectes del camp gravitacional. Cal fer notar que un eventual objecte amb massa gravitacional nul·la (com per exemple els fotons) no patirien els efectes del camp: de fet, una conseqüència de la relativitat general és que qualsevol cos segueix una trajectòria a causa del camp gravitacional.

### Equivalència de la massa inercial i massa gravitacional
Els experiments han demostrat que les massa inercials i gravitacionals coincideixen, amb un altíssim nivell de precisió. Aquests experiments són essencialment el conegut fenomen, observat per primera volta per Galileu, que un objecte cau amb una acceleració que no depén de la seua massa (suposant que no existisca fricció). Suposem que tenim un objecte amb masses inercials i gravitacionals mi i mg, respectivament. Si la gravetat és l'única força que hi actua, la combinació de la segona llei de Newton i l'acceleració de la gravetat dona:
{\displaystyle {\vec {F}}=m_{i}{\vec {a}}=m_{g}{\vec {g}}}
i d'aquí tenim:
{\displaystyle {\vec {a}}={\frac {m_{g}}{m_{i}}}{\vec {g}}}
Llavors, tots els objectes en el mateix camp gravitatori cauen a la mateixa velocitat si, i només si, la relació entre les masses inercials i gravitacionals és sempre igual a una constant fixa. Podem prendre aquesta constant igual a 1, per definició.
| (video) | Experiment de caiguda lliure a la Lluna (informació) |
| (video) | L'astronauta de l'Apollo 15 David Randolph Scott deixa caure un martell i una ploma a la superfície de la lluna demostrant la universalitat de la caiguda lliure. |
| (video) | Si teniu problemes per visualitzar el vídeo, vegeu Ajuda:Àudio i vídeo.                                                                                           |

La verificació experimental de l'equivalència entre massa inercial i gravitacional i de la universalitat de la caiguda lliure s'ha realitzat mitjançant l'ús de plans inclinats (Galileu), pèndols (Isaac Newton) o la balança de torsió (Eötvös Loránd).

#### Pèndol
Un pèndol està format per un fil llarg i lleuger (de massa negligible i inextensible), lligat a un punt superior; a l'extrem inferior s'acobla a un cos, com per exemple una bola metàl·lica. Una mesura del període del pèndol proporciona una mesura de la relació entre la massa gravitatòria i la massa inercial del cos: repetint la mesura amb cossos de diferents materials, densitats i mides, es pot verificar si aquesta relació es manté constant o no. La mesura serà més precisa com més petit sigui l'angle màxim d'oscil·lació θmax.
L'equació de moviment del pèndol vindrà donada per:
{\displaystyle m_{i}l^{2}{\ddot {\theta }}=m_{g}gl\,\mathrm {sen} {\theta }}
Si θ és prou petita tenim:
{\displaystyle {\ddot {\theta }}={\frac {m_{g}}{m_{i}}}{\frac {g}{l}}\theta =\omega ^{2}\theta }
en què ω és la velocitat angular del pèndol. El període d'oscil·lació vindrà donar per:
{\displaystyle T={\frac {2\pi }{\omega }}=2\pi {\sqrt {\frac {m_{i}}{m_{g}}}}\cdot {\sqrt {\frac {l}{g}}}}
d'on:
{\displaystyle {\frac {m_{i}}{m_{g}}}={\frac {gT^{2}}{4\pi ^{2}l}}}
Experimentalment, T és constant per a qualsevol massa utilitzada, per això per a qualsevol cos la relació mi / mg ha de ser constant.

#### Balança de torsió
Un experiment molt més precís va ser dut a terme per Loránd Eötvös a partir del 1895 utilitzant una balança de torsió inventada per Henry Cavendish per mesurar la constant gravitacional. Una balança de torsió està formada per un braç amb dues masses iguals en els extrems, lligada a un punt superior per un fil d'un material apropiat (per exemple, quars). En aplicar una força a les masses, s'aplica un parell de forces al braç pel fet que la força pes de les masses també té un component relacionat amb la força centrífuga causat per la rotació de la Terra sobre el seu eix, és possible correlacionar la massa inercial i gravitacional, que experimentalment resulten tenir una proporcionalitat directa.
Si el braç de la balança es dirigeix inicialment en direcció est-oest, podem definir un sistema de referència amb l'eix x de sud a nord, l'eix y d'oest a est i l'eix z de baix cap a dalt; α és la latitud en què té lloc l'experiment. Projectant les forces gravitatòria i centrífuga sobre l'eix z, en el punt d'equilibri tindrem:
{\displaystyle m_{g1}g-m_{i1}\omega ^{2}R_{T}\cos ^{2}{\alpha }=m_{g2}g-m_{i2}\omega ^{2}R_{T}\cos ^{2}{\alpha }\,\!}
que també es pot escriure com:
{\displaystyle m_{i1}\left[{\frac {m_{g1}}{m_{i1}}}g-\omega ^{2}R_{T}cos^{2}{\alpha }\right]=m_{i2}\left[{\frac {m_{g2}}{m_{i2}}}g-\omega ^{2}R_{T}cos^{2}{\alpha }\right]}
Si la relació de la massa gravitacional i la massa inercial fos diferent, això implicaria que les masses inertes dels dos cossos serien diferents, però això provocaria una rotació en el pla xy,' a causa de la component horitzontal de la força centrífuga. Els moments de les forces, projectats sobre l'eix horitzontal donen: 
{\displaystyle m_{i1}\omega ^{2}R_{T}\cos {\alpha }\,\mathrm {sen} {\alpha }=m_{i2}\omega ^{2}R_{T}\cos {\alpha }\,\mathrm {sen} {\alpha }\,\!}
Si aquesta relació no tingués verificació, tindríem un parell de forces actuant sobre la balança i, en conseqüència, amb una rotació de l'aparell experimental, invertint les masses, s'obtindria una rotació en la direcció oposada. Eötvös no va notar cap torsió del fil entre els errors experimentals, i va poder establir l'equivalència entre les masses inercials i gravitacionals amb precisió.

### Principi de conservació de la massa
En la mecànica clàssica, s'aplica la llei de conservació de la massa amb diverses formulacions. En general, donat un volum fix de control V, la variació de la massa continguda en aquest és igual al flux de massa a través de la frontera {\displaystyle \partial V}, és a dir, a través de la superfície tancada que delimita el volum V. En altres paraules, el canvi en la massa d'un sistema és igual a la massa entrant menys la massa sortint, cosa que implica, per exemple, que la massa no pot ser creada ni destruïda, sinó simplement traslladada d'un lloc a un altre. En química, Antoine Lavoisier va establir al segle xviii que, en una reacció química, la massa dels reactius és igual a la massa dels productes de la reacció.
El principi de conservació de la massa és aplicable amb una bona precisió a l'experiència quotidiana, però deixa de ser vàlid en les reaccions nuclears i, en general, en tots els fenòmens que involucren energies relativistes; en aquest cas, s'emmarca en el principi de conservació de l'energia.

### Massa electromagnètica
Els objectes amb càrrega elèctrica tenen una inèrcia més gran que els cossos similars sense carregar. Això s'explica per la interacció de les càrregues elèctriques en moviment amb el camp generat per si mateixes; l'efecte es pot interpretar com un augment de la massa inercial del cos i es pot calcular a partir de les equacions de Maxwell. La interacció de càrregues elèctriques amb el camp depèn de la geometria del sistema: la inèrcia d'un cos carregat pren un caràcter tensorial, en contradicció amb la mecànica clàssica, i per això hem de distingir entre un component paral·lel al moviment i dos components transversals. Això demostra que es pot dividir la massa inercial d'un cos carregat en dues parts, la massa electromagnètica i la massa no electromagnètica. Mentre la massa electromagnètica depèn de la geometria del sistema, la massa no electromagnètica tindria les mateixes característiques "estàndards" d'invariància que la massa inercial, i seria la massa inercial si el cos no té càrrega.
El concepte de massa electromagnètica existeix en la teoria de la relativitat especial i en la teoria quàntica de camps. La massa electromagnètica va tenir una gran importància en la història de la física entre els segles xix i xx a causa de la temptativa, duta a terme principalment per Max Abraham i Wilhelm Wien, sobre el treball experimental previ de Walter Kaufmann, per obtenir la massa inercial només de la inèrcia electromagnètica; aquesta interpretació de la inèrcia va ser abandonada més endavant amb l'acceptació de la teoria de la relativitat; experiments més precisos, realitzats per primera vegada per A. H. Bucherer el 1908, van mostrar que les relacions correctes per a la massa longitudinal i transversal no eren les indicades per Abraham, sinó per Hendrik Lorentz (vegeu l'apartat següent).

## Massa i energia en la relativitat especial
En la relativitat especial, el terme massa es refereix habitualment a la massa en repòs de l'objecte, que és la seva massa newtoniana tal com la mesura un observador que es mou amb l'objecte. La massa invariant és un altre nom per a la massa en repòs de partícules individuals. Tanmateix, la massa invariant, més general (i que es calcula amb una fórmula més complicada), també es pot aplicar a sistemes de partícules en moviment relatiu, i a causa d'això, sovint es reserva a sistemes que consisteixen en partícules d'alta energia molt elevades. La massa invariant d'un sistema és la mateixa per a tots els observadors i sistemes de referència inercials, i no es pot destruir i, per tant, es conserva sempre que el sistema romangui tancat. En aquest cas, "tancat" significa que es traça un límit idealitzat al voltant del sistema, i no es permet que ni la massa ni l'energia el travessin. En la mateixa mesura en què l'energia és conservada en els sistemes tancats, les definicions relativistes de la massa són quantitats que també es conserven; no canvien amb el temps, encara que alguns tipus de partícules es converteixin en d'altres.
En sistemes compostos, l'energia d'enllaç sovint ha de ser restada de la massa del sistema no compost, simplement perquè aquesta energia té massa, i aquesta massa és restada del sistema quan és alliberada en el moment de la unió. La massa no es conserva en aquest procés perquè el sistema no roman tancat durant el procés d'unió. Un exemple familiar és l'energia d'enllaç dels nuclis atòmics, que apareix com a altres tipus d'energia (com ara, rajos gamma) quan es formen els nuclis, i (després de ser alliberada) resulta en núclids que tenen menys massa que les partícules lliures (nucleons) de les quals es componen.
Mentre la velocitat del cos sigui molt menor que la de la llum, és possible determinar la massa d'un objecte com la relació entre la força i l'acceleració, Però a altes velocitats, la relació entre la força F i l'acceleració a del cos depèn en gran manera de la seva velocitat en el sistema de referència escollit, o més aviat del factor de Lorentz relatiu a la velocitat a la qual es troba el cos: sobretot, si fem tendir la velocitat cap a l'infinit, la relació divergeix. La relació entre la força F i l'acceleració a d'un cos amb massa en repòs no nul·la {\displaystyle m\neq 0}, amb velocitat v al llarg de l'eix x en un sistema de referència inercial, s'obté mitjançant l'expressió dels components espacials de la quadriacceleració i quadriforça del sistema de referència:
{\displaystyle K_{\alpha }=mA_{\alpha },\quad K_{\alpha }=\gamma F_{\alpha },\quad A_{\alpha }=\gamma ^{2}a_{\alpha }+{\frac {\gamma ^{4}}{c^{2}}}({\vec {v}}\cdot {\vec {a}})v_{\alpha }}
{\displaystyle \gamma F_{\alpha }=m\left(\gamma ^{2}a_{\alpha }+{\frac {\gamma ^{4}}{c^{2}}}({\vec {v}}\cdot {\vec {a}})v_{\alpha }\right)\qquad \alpha =x,y,z}
Substituint {\displaystyle {\vec {v}}=(v,0,0)}, amb passos simples, obtenim les relacions següents, degudes a Hendrik Lorentz:
{\displaystyle \qquad {\begin{cases}F_{x}=\gamma ^{3}ma_{x}\,\!\\F_{y}=\gamma ma_{y}\,\!\\F_{z}=\gamma ma_{z}\,\!\end{cases}}}
Si la velocitat del cos és molt menor que la velocitat de la llum c, el factor de Lorentz γ tendirà a 1; per això, la massa en repòs del cos és exactament equivalent a la massa inercial.
Més enllà del concepte de massa en repòs, en el context de la relativitat especial, hi ha hagut històricament altres definicions de la massa. També s'utilitza el terme massa relativista {\displaystyle M=\gamma m}, que és la quantitat total d'energia en un cos o sistema, la relació entre la quantitat de moviment i la velocitat. La massa relativista (d'un cos o sistema de cossos) inclou una contribució de l'energia cinètica del cos, i és més gran com més ràpidament es mogui el cos, de manera que, a diferència de la massa invariant, la massa relativista depèn del sistema de referència de l'observador. Tanmateix, en un sistema de referència donat i en un sistema tancat, la massa relativista també és una magnitud que es conserva.
Si tractem d'identificar la massa com una relació entre la força i l'acceleració, cal distingir entre massa longitudinal {\displaystyle M_{L}=\gamma ^{3}m} i massa transversal {\displaystyle M_{T}=\gamma m}, conceptes introduïts pel físic alemany Max Abraham; cal fer notar que aquesta distinció entre els components de la massa és anàloga al cas de la massa electromagnètica. Tant la massa relativista de les masses longitudinal i transversal no són considerades una bona definició de la massa en tant que depenen del sistema de referència en què es mesura la massa, i avui dia són considerats obsolets. Utilitzant aquests conceptes, el sistema d'equacions de dalt es converteix en:
{\displaystyle \qquad {\begin{cases}F_{x}=\gamma ^{2}Ma_{x}\,\!\\F_{y}=\,\,\,Ma_{y}\,\!\\F_{z}=\,\,\,Ma_{z}\,\!\end{cases}}\qquad {\begin{cases}F_{x}=M_{L}a_{x}\,\!\\F_{y}=M_{T}a_{y}\,\!\\F_{z}=M_{T}a_{z}\,\!\end{cases}}}

### Correspondència entre massa i energia

Diagrama de la reacció nuclear de fusió entre un àtom de deuteri i un de triti: els productes resultants són un àtom d'heli i un neutró d'alta energia.

L'energia E es defineix en la relativitat especial com el producte de la velocitat de la llum c i del component temporal P0 del quadrimoment (o quadrivector de la quantitat de moviment). Matemàticament:
{\displaystyle E:=cP_{0}=c\cdot \gamma mc=\gamma mc^{2}}
en què γ és el factor de Lorentz relatiu a la velocitat del cos. Si mesurem l'energia d'un cos immòbil, anomenada energia de repòs E0, obtenim:
{\displaystyle E_{0}=mc^{2}\,\!}
Aquesta equació estableix una correspondència entre la massa en repòs d'un cos i la seva energia: en altres paraules, cada cos amb massa en repòs té una energia de repòs no nul·la E0 deguda únicament al fet de tenir massa.
Aquesta equació també permet incorporar el principi de conservació de la massa al de conservació de l'energia: per exemple, l'energia de la Sol es deu a les reaccions termonuclears en les quals la massa en repòs dels àtoms que participen en la reacció és major que la massa dels productes de la reacció, però es conserva l'energia total pel fet que el defecte de massa es converteix en energia (cinètica) i és alliberada successivament en forma de fotons i neutrins, o en les col·lisions amb altres àtoms.
L'equació implica que la massa inercial total d'un sistema aïllat, en general, no es conserva. La conservació de la massa en la mecànica clàssica pot ser interpretada com a part de la conservació d'energia quan no es produeixen reaccions nuclears o subnuclears que impliquin canvis significatius en la suma de les masses en repòs del sistema; per contra, donada la petita mida del defecte de massa en enllaços químics, la massa gairebé es conserva en les reaccions químiques.

### L'equació energia-quantitat de moviment
En la mecànica relativista, tenim una extraordinària relació que lliga la massa en repòs d'un cos, la seva energia i la seva quantitat de moviment. De la definició de l'energia s'obté:
{\displaystyle E=cP_{0}=\gamma mc^{2}={\frac {mc^{2}}{\sqrt {1-{\frac {v^{2}}{c^{2}}}}}}\quad \Rightarrow \quad P_{0}={\frac {E}{c}}}
en què γ és el factor de Lorentz. Els components espacials Pα del quadrimoment són:
{\displaystyle P_{\alpha }=\gamma mv_{\alpha }\,\!}
D'altra banda, el vector és un escalar m per una quadrivelocitat: la norma de Minkowski d'un vector com aquest sempre val -m²c², per tant, anomenant p la norma euclidiana del vector tridimensional quantitat de moviment (és a dir, la intensitat de la quantitat de moviment habitual multiplicat pel factor γ):
{\displaystyle |\mathbf {P} |^{2}=-P_{0}^{2}+\sum _{\alpha }P_{\alpha }^{2}=-P_{0}^{2}+p^{2}=-m^{2}c^{2}}
Substituint la darrera equació obtenim la que busquem:
{\displaystyle -{\frac {E^{2}}{c^{2}}}+p^{2}=-(mc)^{2}\quad \rightarrow \quad E^{2}-(pc)^{2}=(mc^{2})^{2}\quad \rightarrow \quad m={\sqrt {\frac {E^{2}-(pc)^{2}}{c^{4}}}}}
A partir d'aquesta equació, es pot observar que les partícules sense massa no poden tenir una energia/quantitat de moviment diferent de zero. En canvi, en la mecànica clàssica, una petita força produiria una acceleració infinita a una partícula hipotètica de massa nul·la; però, tant la seva energia cinètica com la quantitat de moviment seguirien sent nul·les. En la relativitat especial, quan m = 0, la relació se simplifica en:
{\displaystyle E=pc\,\!}.
Per exemple, per a un fotó tindríem {\displaystyle E=h\nu }, en què ν és la freqüència del fotó: la quantitat de moviment del fotó seria igual a:
{\displaystyle p={\frac {h\nu }{c}}}.